# Giovanni Fabbrici
Giovanni Fabbrici (Novellara, 6 luglio 1888 – Roma, 22 maggio 1950) è stato un avvocato e politico italiano.

## Biografia
Nel 1919 Giovanni Fabbrici partecipa alla fondazione dei Fasci italiani di combattimento ed è uno dei primi animatori del Fascio di Reggio Emilia.
Presidente dell'ente nazionale fascista della cooperazione è eletto deputato al parlamento, nel 1924, e l'anno successivo è segretario provinciale della federazione fascista reggiana, carica dalla quale è costretto a dimettersi nel 1927.
Presidente del consiglio provinciale dal 4 giugno 1923 fino al 1926, fu sospeso nel 1929 da ogni carica politica.
Nel 1931 presiede il Consorzio Ferrovie Reggiane.
È stato anche presidente della Cassa di Risparmio di Reggio Emilia dal 1930 al 1939 e membro del camera dei fasci e delle corporazioni.
Muore a Roma il 22 maggio 1950.